# La Carte postale
La Carte postale est le sixième roman d’Anne Berest, paru le 18 août 2021 aux Éditions Grasset. Fruit d’une enquête menée collaborativement avec sa mère Lélia Picabia à partir d’une énigmatique carte postale, ce récit intime et familial reconstitue l’histoire de ses aïeux morts en déportation. La Carte postale a remporté le prix Renaudot des Lycéens 2021 et figure parmi les meilleures ventes au palmarès de la rentrée littéraire 2021.

## Résumé
La carte postale, à laquelle le titre fait référence, arrive dans la boîte aux lettres des parents d’Anne Berest le 6 janvier 2003. Anonyme, elle représente d’un côté l'Opéra Garnier, et, de l’autre, et les prénoms des grands-parents de sa mère, de sa tante et de son oncle, morts en déportation à Auschwitz en 1942 : Ephraïm, Emma, Noémie et Jacques.
Une vingtaine d’années plus tard, Anne Berest part à la recherche de la personne qui leur a envoyé cette carte postale. L’autrice mène l’enquête, avec l’aide de sa mère, en explorant toutes les hypothèses. Elle fait appel à un détective privé et à un criminologue, interroge les habitants du village où sa famille a été arrêtée, et met en œuvre tous les moyens à sa disposition pour remonter la piste de l’expéditeur mystérieux. Après quatre ans de recherche, elle parvient, de façon inattendue et inespérée, à identifier l’auteur de cette carte postale.
À travers cette enquête qui remonte jusqu’au début du XXe siècle, Anne Berest retrace le destin romanesque de ses ancêtres les Rabinovitch, leur fuite de Russie, leur voyage en Lettonie puis en Palestine, et enfin, leur arrivée à Paris, avec la guerre et son désastre. Seule sa grand-mère Myriam échappa à la déportation. 
Le livre est à la fois une enquête, un récit romanesque et une quête initiatique sur la signification du mot « Juif » dans une vie laïque.

## Écriture du roman
Dans ce récit intime et familial appartenant au genre littéraire dit du « roman vrai », Anne Berest raconte, témoigne et analyse des situations vécues par des personnes réelles et des événements ayant véritablement existé. 
La carte postale, sujet et titre du livre, existe et a vraiment été envoyée par La Poste de façon anonyme au domicile des parents d’Anne Berest. Dans la vraie vie, la romancière a mené l’enquête avec sa mère, rencontré un détective privé et un graphologue spécialiste des écritures anonymes, en prenant des notes au fur et à mesure de son enquête en vue d’écrire un livre. L’enquête a duré quatre ans, sans que la romancière ne sache à l’avance si elle parviendrait à résoudre son énigme, contrairement à l’écriture classique d’un roman policier. 
La Carte postale s’appuie sur un important travail de recherches documentaires et d’archives mené par sa mère Lélia Picabia pendant une vingtaine d’années.

## Accueil critique
La Carte postale reçoit un accueil critique majoritairement très positif de la part des médias spécialisés.
D’après le journal l’Express en date du 6 décembre 2021, La Carte postale rencontre un grand succès auprès du public et figure parmi les meilleurs ventes de la rentrée littéraire 2021, aux côtés des lauréats des prix littéraires et autres best-sellers.
Selon l’émission Le Masque et la Plume sur France Inter, La Carte postale est « l’un des très grands livres de la fin d’année 2021. » Jean-Claude Raspiengeas salue « un livre formidable », « un roman vrai, un récit historique, une enquête contemporaine, un polar initiatique ». Pour Olivia de Lamberterie, le duo constitué d’Anne Berest et sa propre mère explore « toutes les ambiguïtés des relations qu'on peut avoir avec sa propre mère ». Arnaud Viviant souligne « la manière inédite de raconter la Shoah », tandis qu’Élisabeth Philippe applaudit un « très beau travail de mémoire ». 
Un « récit magistral » d’après le journal La Croix, qui « vient montrer que l’histoire de chaque famille est si singulière qu’elle peut paraître neuve, même au lecteur le plus aguerri, le parti pris narratif d’un auteur pouvant changer un regard, surprendre et susciter une véritable émotion. […] Mais La Carte postale est plus que cela : le récit d’un passé qui se vit et se vivra éternellement au présent.
Les Échos mentionnent un « roman passionnant et bouleversant, réflexion sur la douleur des survivants, la judéité et les arcanes de l’amour. »
Pour le critique Marc Lambron, de l’Académie française, dans le journal Le Point, Anne Berest « se lance dans une quête alliant les ressorts du thriller aux accents d’un requiem. »
Le Figaro évoque « un siècle de l'histoire d'une famille juive. Un grand roman vrai qui pose des questions. »
Dans Libération, la journaliste Alexandra Schwartzbrod raconte avoir été « transportée dans un autre monde, un autre temps. Transportée dans une histoire à ce point terrible et romanesque que nous avons eu du mal à croire, le refermant, que le moindre détail, le moindre retournement de situation était vrai. »
La Carte postale fait également partie des coups de cœur de la rentrée littéraire 2021 du magazine Elle. « Un récit intime et profond » et « une quête de vérité poignante »qui fait l’évènement de la rentrée selon l’hebdomadaire.
Parmi les avis négatifs, figure notamment la critique de Camille Laurens dans le Monde des livres, pour qui « La Carte postale est documentée et fluide », mais ne provoque « ni vacillement ni effritement, pourtant, dans ce livre sans ombre ni épaisseur, à rebours de l’Histoire qu’il voudrait honorer ». Nelly Kapriélian, dans Les Inrockuptibles, critique un livre « trop scénaristique » et  ses longs dialogues « frôlant le poncif ». 

## Polémique
En septembre 2021, La Carte postale fait l’objet d’une polémique en marge de la première sélection du prix Goncourt 2021. 
Dans l’édition en date du 17 septembre 2021 du quotidien Le Monde, l’écrivaine Camille Laurens publie une chronique dans Le Monde des livres, dans laquelle elle signe, comme l’indique Télérama, « une chronique certes dûment argumentée, mais très violente contre le livre d’Anne Berest ». Sa critique porte essentiellement sur la question de la représentation de la Shoah, taboue dans la littérature comme au cinéma. Nelly Kapriélian, dans Les Inrockuptibles, a les mêmes réserves : « Peut-on tout dire, et peut-on le dire n'importe comment, quand on traite d'un sujet aussi grave que la Shoah ? C'est la question que pose Camille Laurens et elle est évidemment essentielle, et littéraire. » 
Le 21 septembre 2021, France Inter révèle des soupçons de conflit d’intérêts à l’académie Goncourt. Comme l’indique également l’hebdomadaire Télérama, « l’un des titres retenus dans la première sélection du prix Goncourt 2021 est signé de François Noudelmann, compagnon de l’une des jurés, Camille Laurens. Laquelle signe par ailleurs dans Le Monde une violente critique contre un autre roman sélectionné ».
Le New York Times, dans un article intitulé «Le Goncourt renoue-t-il avec les conflits d’intérêts ? » souligne à son tour les mauvais agissements de ce jury, depuis le départ de son ancien président, Bernard Pivot. 
Camille Laurens est accusée de vouloir discréditer le roman d'Anne Berest pour favoriser le livre de son compagnon François Noudelmann Les Enfants de Cadillac publié chez Gallimard  en écrivant notamment « Anne entre jusque dans la chambre à gaz avec ses gros sabots à semelles rouges ». « La romancière prive ses personnages de toute intelligence sensible ». « On croirait parfois lire « La Shoah pour les nuls » », affirme-t-elle dans sa tribune du Monde. 
Le président de l'académie Goncourt, Didier Decoin, exprime sa désapprobation, sur France Inter, il affirme : « Je n’ai pas aimé du tout, du tout, du tout ! À partir du moment où l’Académie vote pour un livre, Camille Laurens faisant partie de l’Académie, elle doit être solidaire. Elle n’a pas à décréter tout à coup que ce livre est une nullité ! »
De son côté, Camille Laurens réfute toute intention malveillante. Elle explique avoir écrit sa chronique pour Le Monde en août, plusieurs semaines avant de savoir que le livre d'Anne Berest serait dans la sélection du Goncourt,.
Le secrétaire de l’Académie, Philippe Claudel, affirme qu’une discussion entre les membres est prévue pour en débattre, mais écarte d'éventuelles sanctions à l'égard de la romancière Camille Laurens. « Il y a eu un vote pour dire que, oui, on pouvait inclure le livre, que ce n’était pas un problème éthique ou déontologique.»
Le 5 octobre 2021, la polémique fait finalement jurisprudence à l’académie Goncourt. À l’occasion d’une réunion, les académiciens décident à l’unanimité de modifier les règles et de rendre inéligibles au prix Goncourt « les ouvrages des conjoints, compagnons ou proches parents des membres du jury ». Les membres s’accordent également sur l’interdiction de critiquer dans la presse les livres en sélection, précisant que « les membres du jury qui tiennent une rubrique littéraire dans un média s'abstiennent de chroniquer les ouvrages qui figurent dans la sélection aussi longtemps que ces ouvrages y figurent. »

## Prix littéraires et ventes
La Carte postale a remporté le prix Renaudot des Lycéens 2021et le Grand prix des lectrices de Elle 2022 
D’après l’Express, La Carte postale figure au palmarès des meilleures ventes de la rentrée littéraire 2021. 